# Discografia di Sanah
La discografia di Sanah, cantante polacca, è costituita da sei album in studio, un album dal vivo, quattro EP, oltre sessanta singoli e cinquanta video musicali.

## Album

### Album in studio
| Anno | Titolo e dettagli | Classifiche | Certificazioni      |
| Anno | Titolo e dettagli | POL         | Certificazioni      |
| ---- | --- | ----------- | ------------------- |
| 2020 | Królowa dram - Pubblicato: 8 maggio 2020 - Etichetta: Magic - Formato: CD, LP, download digitale, streaming            | 1           | - POL: Diamante     |
| 2021 | Irenka - Pubblicato: 7 maggio 2021 - Etichetta: Magic - Formato: CD, LP, download digitale, streaming                  | 1           | - POL: Diamante (2) |
| 2022 | Uczta - Pubblicato: 15 aprile 2022 - Etichetta: Magic - Formato: CD, LP, download digitale, streaming                  | 1           | - POL: Diamante (2) |
| 2022 | Sanah śpiewa poezyje - Pubblicato: 25 novembre 2022 - Etichetta: Magic - Formato: CD, LP, download digitale, streaming | 1           | - POL: Diamante     |
| 2024 | Kaprysy - Pubblicato: 14 giugno 2024 - Etichetta: Magic - Formato: CD, LP, download digitale, streaming                | 1           | - POL: Platino (3)  |
| 2025 | Dwoje ludzieńków - Pubblicato: 15 maggio 2025 - Etichetta: Magic - Formato: CD, LP, 2 LP, download digitale, streaming | 1           |                     |

### Album dal vivo
| Anno | Titolo e dettagli                                                                                               | Classifiche | Certificazioni |
| Anno | Titolo e dettagli                                                                                               | POL         | Certificazioni |
| ---- | --- | ----------- | -------------- |
| 2023 | Bankiet u Sanah - Pubblicato: 1º dicembre 2023 - Etichetta: Magic - Formato: 2 CD, download digitale, streaming | 2           | - POL: Oro     |

### Altri album
| Anno | Titolo e dettagli | Classifiche | Certificazioni |
| Anno | Titolo e dettagli | POL         | Certificazioni |
| ---- | --- | ----------- | -------------- |
| 2024 | Pianinkowe kaprysy - Pubblicato: 30 agosto 2024 - Etichetta: Magic - Formato: CD, 2 LP, download digitale, streaming | 1           | - POL: Oro     |

## Extended play
| Anno                                                         | Titolo e dettagli | Classifiche | Certificazioni     |
| Anno                                                         | Titolo e dettagli | POL         | Certificazioni     |
| ------------------------------------------------------------ | --- | ----------- | ------------------ |
| 2019                                                         | Ja na imię niewidzialna mam - Pubblicato: 11 ottobre 2019 - Etichetta: Magic - Formato: LP, download digitale, streaming       | —           | - POL: Platino (2) |
| 2020                                                         | Bujda - Pubblicato: 23 ottobre 2020 - Etichetta: Magic - Formato: LP, MC, download digitale, streaming                         | 27          | - POL: Platino (2) |
| 2021                                                         | Invisible EP - Pubblicato: 12 giugno 2021 - Etichetta: Magic - Formato: LP                                                     | —           |                    |
| 2024                                                         | Can You Love Me for Who I Am? Part 2 - Pubblicato: 14 novembre 2024 - Etichetta: Magic - Formato: Download digitale, streaming | —           |                    |
| "—" indica una pubblicazione non classificata in quel paese. | |             |                    |

## Singoli

### Come artista principale
| Anno                                                         | Titolo                                              | Classifiche | Certificazioni      | Album di provenienza        |
| Anno                                                         | Titolo                                              | POL         | Certificazioni      | Album di provenienza        |
| ------------------------------------------------------------ | --------------------------------------------------- | ----------- | ------------------- | --------------------------- |
| 2019                                                         | Cząstka                                             | —           | - POL: Platino (4)  | Ja na imię niewidzialna mam |
| 2019                                                         | Siebie zapytasz                                     | —           | - POL: Diamante     | Ja na imię niewidzialna mam |
| 2019                                                         | Bez słów                                            | —           | - POL: Oro          | Ja na imię niewidzialna mam |
| 2019                                                         | Solo                                                | —           | - POL: Oro          | Ja na imię niewidzialna mam |
| 2019                                                         | Idż                                                 | —           | - POL: Platino      | Ja na imię niewidzialna mam |
| 2019                                                         | Projekt nieznajomy nie kłamie                       | —           | - POL: Platino      | Ja na imię niewidzialna mam |
| 2020                                                         | Szampan                                             | 1           | - POL: Diamante     | Królowa dram                |
| 2020                                                         | Melodia                                             | 1           | - POL: Diamante     | Królowa dram                |
| 2020                                                         | Róże (demo w domu)                                  | —           | - POL: Oro          | Bujda                       |
| 2020                                                         | Królowa dram                                        | —           | - POL: Platino (3)  | Królowa dram                |
| 2020                                                         | No sory                                             | 1           | - POL: Diamante     | Bujda                       |
| 2020                                                         | Pożal się Boże                                      | —           | - POL: Oro          | Bujda                       |
| 2020                                                         | Bujda                                               | —           | - POL: Platino (2)  | Bujda                       |
| 2020                                                         | Invisible Dress                                     | —           | - POL: Platino (2)  | Królowa dram                |
| 2021                                                         | Ale jazz! (con Vito Bambino)                        | 1           | - POL: Diamante (2) | Irenka                      |
| 2021                                                         | 2:00                                                | —           | - POL: Diamante     | Irenka                      |
| 2021                                                         | Etc. (Na disco)                                     | 3           | - POL: Diamante     | Irenka                      |
| 2021                                                         | Cześć, jak się masz? (con Sobel)                    | 1           | - POL: Diamante     | Pułapka na motyle           |
| 2021                                                         | Kolońska i szlugi                                   | 3           | - POL: Diamante     | Irenka                      |
| 2022                                                         | Mamo tyś płakała (con Igor Herbut)                  | —           | - POL: Platino (3)  | Uczta                       |
| 2022                                                         | Szary świat (con i Kwiat Jabłoni)                   | —           | - POL: Diamante (2) | Uczta                       |
| 2022                                                         | Czesława (con Natalia Grosiak)                      | —           | - POL: Platino      | Uczta                       |
| 2022                                                         | Tęsknię sobie (con Artur Rojek)                     | —           | - POL: Diamante     | Uczta                       |
| 2022                                                         | Audi (con i Miętha)                                 | —           | - POL: Oro          | Uczta                       |
| 2022                                                         | Sen we śnie (con Grzegorz Turnau)                   | —           | - POL: Platino (4)  | Uczta                       |
| 2022                                                         | Baczyński (Pisz do mnie listy) (con Ania Dąbrowska) | —           | - POL: Oro          | Uczta                       |
| 2022                                                         | Eldorado (con Daria Zawiałow)                       | 1           | - POL: Diamante     | Uczta                       |
| 2022                                                         | Oscar (con Vito Bambino)                            | —           | - POL: Oro          | Uczta                       |
| 2022                                                         | Ostatnia nadzieja (con Dawid Podsiadło)             | 1           | - POL: Diamante (2) | Uczta                       |
| 2022                                                         | Święty Graal (con Ten Stan)                         | —           |                     | Uczta                       |
| 2022                                                         | (I) Da Bóg kiedyś zasiąść w Polsce wolnej           | —           |                     | Sanah śpiewa poezyje        |
| 2022                                                         | (II) Da Bóg kiedyś zasiąść w Polsce wolnej          | —           |                     | Sanah śpiewa poezyje        |
| 2022                                                         | Bajka                                               | —           | - POL: Platino      | Sanah śpiewa poezyje        |
| 2022                                                         | Do * w sztambuch                                    | —           | - POL: Platino (2)  | Sanah śpiewa poezyje        |
| 2022                                                         | Eldorado                                            | —           |                     | Sanah śpiewa poezyje        |
| 2022                                                         | Hymn                                                | 57          | - POL: Platino (4)  | Sanah śpiewa poezyje        |
| 2022                                                         | Kamień                                              | —           | - POL: Oro          | Sanah śpiewa poezyje        |
| 2022                                                         | Nic dwa razy                                        | 2           | - POL: Diamante (2) | Sanah śpiewa poezyje        |
| 2022                                                         | Rozwijając Rilkego                                  | —           | - POL: Oro          | Sanah śpiewa poezyje        |
| 2022                                                         | Warszawa                                            | —           | - POL: Oro          | Sanah śpiewa poezyje        |
| 2022                                                         | Najlepszy dzień w moim życiu                        | 13          | - POL: Diamante     | /                           |
| 2023                                                         | Płomień                                             | 24          |                     | /                           |
| 2023                                                         | Mustang (con Vito Bambino)                          | 28          | - POL: Platino      | Pracownia                   |
| 2023                                                         | Marcepan                                            | 1           | - POL: Diamante     | /                           |
| 2023                                                         | Pocałunki                                           | 4           | - POL: Platino (4)  | /                           |
| 2023                                                         | Skanah                                              | 26          | - POL: Oro          | /                           |
| 2023                                                         | Jestem twoją bajką                                  | 3           | - POL: Diamante     | Akademia Pana Kleksa        |
| 2023                                                         | Na grobie rycerz                                    | 60          |                     | /                           |
| 2024                                                         | Hip hip hura!                                       | 10          | - POL: Platino (4)  | Kaprysy                     |
| 2024                                                         | Śrubka                                              | 21          | - POL: Platino      | Kaprysy                     |
| 2024                                                         | Było, minęło                                        | 3           | - POL: Platino (3)  | Kaprysy                     |
| 2024                                                         | Falling Back (con Matteo Bocelli)                   | 96          |                     | /                           |
| 2024                                                         | Wynalazek Filipa Golarza (con Sobel e Kleks)        | 2           |                     | /                           |
| 2025                                                         | Eviva l'arte (con Zalewski)                         | 13          | - POL: Oro          | Dwoje ludzieńków            |
| 2025                                                         | Elegia o... (chłopcu polskim) (con Michał Bajor)    | 23          |                     | Dwoje ludzieńków            |
| 2025                                                         | Kochałam pana (feat. Anna Maria Jopek)              | 55          |                     | Dwoje ludzieńków            |
| 2025                                                         | Maj 1939 (con Mela Koteluk)                         | —           |                     | Dwoje ludzieńków            |
| 2025                                                         | Piosenka (con Kuba Badach)                          | 75          |                     | Dwoje ludzieńków            |
| 2025                                                         | Jesienią (con le Mazowsze)                          | 81          |                     | Dwoje ludzieńków            |
| 2025                                                         | Był bal (con Natalia Szroeder)                      | 47          |                     | Dwoje ludzieńków            |
| 2025                                                         | Inwokacja (con Grzegorz Skawinski)                  | 77          |                     | Dwoje ludzieńków            |
| 2025                                                         | Ofelia (con Nosowska)                               | 78          |                     | Dwoje ludzieńków            |
| 2025                                                         | Oczyszczenie (con Alicja Majewska)                  | —           |                     | Dwoje ludzieńków            |
| 2025                                                         | Kiedy umrę kochanie (con Kasia Kowalska)            | 24          |                     | Dwoje ludzieńków            |
| 2025                                                         | Dwoje ludzieńków (con Sobel)                        | 3           |                     | Dwoje ludzieńków            |
| "—" indica una pubblicazione non classificata in quel paese. |                                                     |             |                     |                             |

### Come artista ospite
| Anno | Titolo                                              | Album di provenienza |
| ---- | --------------------------------------------------- | -------------------- |
| 2019 | Rich in Love (Matt Dusk feat. Sanah)                | Jet Set Jazz         |
| 2021 | Przyjdzie Panie zaginąć (Polskie Znaki feat. Sanah) | Rzeczy ostatnie      |

### Singoli promozionali
| Anno | Titolo                                  | Certificazioni | Album di provenienza        |
| ---- | --------------------------------------- | -------------- | --------------------------- |
| 2019 | Aniołom szepnij to                      | - POL: Platino | Ja na imię niewidzialna mam |
| 2021 | Wszystko mi mówi, że mnie ktoś pokochał | - POL: Platino | /                           |

## Altri brani entrati in classifica o certificati
| Anno                                                         | Titolo                              | Classifiche | Certificazioni      | Album di provenienza |
| Anno                                                         | Titolo                              | POL         | Certificazioni      | Album di provenienza |
| ------------------------------------------------------------ | ----------------------------------- | ----------- | ------------------- | -------------------- |
| 2020                                                         | Oczy                                | —           | - POL: Diamante     | Bujda                |
| 2020                                                         | Duszki                              | —           | - POL: Platino      | Bujda                |
| 2020                                                         | To ja, a nie inna                   | —           | - POL: Oro          | Królowa dram         |
| 2020                                                         | Łezki me                            | —           | - POL: Oro          | Królowa dram         |
| 2020                                                         | Proszę pana                         | —           | - POL: Platino      | Królowa dram         |
| 2020                                                         | Oto cała ja                         | —           | - POL: Platino      | Królowa dram         |
| 2020                                                         | 2/10                                | —           | - POL: Oro          | Królowa dram         |
| 2020                                                         | Sama                                | —           | - POL: Oro          | Królowa dram         |
| 2020                                                         | Koronki                             | —           | - POL: Platino      | Królowa dram         |
| 2020                                                         | Pora roku zła                       | —           | - POL: Platino      | Królowa dram         |
| 2020                                                         | Invisible Dress                     | 6           | - POL: Platino (2)  | Królowa dram         |
| 2021                                                         | Co ja robię tutaj                   | —           | - POL: Platino      | Irenka               |
| 2021                                                         | To koniec                           | —           | - POL: Platino (4)  | Irenka               |
| 2021                                                         | Warcaby                             | —           | - POL: Oro          | Irenka               |
| 2021                                                         | Irenka                              | —           | - POL: Oro          | Irenka               |
| 2021                                                         | Wars                                | —           | - POL: Oro          | Irenka               |
| 2021                                                         | Etc                                 |             | - POL: Platino      | Irenka               |
| 2021                                                         | Ten stan                            | —           | - POL: Diamante (2) | Irenka               |
| 2021                                                         | Pożal się Boże                      | —           | - POL: Oro          | Irenka               |
| 2021                                                         | Kapela gra                          | —           | - POL: Oro          | Irenka               |
| 2022                                                         | O czym śnisz? (con Dawid Podsiadło) | —           | - POL: Platino      | Lata dwudzieste      |
| 2024                                                         | Sad                                 | 52          |                     | Kaprysy              |
| 2024                                                         | Talenty i mankamenty                | 46          | - POL: Oro          | Kaprysy              |
| 2024                                                         | Nimbostratus                        | 49          |                     | Kaprysy              |
| 2024                                                         | Miłość jest ślepa                   | 5           | - POL: Platino      | Kaprysy              |
| 2024                                                         | Wiśta wio!                          | 39          | - POL: Platino      | Kaprysy              |
| 2024                                                         | Mleczna droga                       | 65          |                     | Kaprysy              |
| 2024                                                         | Fafarafa                            | 69          |                     | Kaprysy              |
| 2024                                                         | Pańskie łzy to woda                 | 80          |                     | Kaprysy              |
| 2024                                                         | O miłości                           | 78          |                     | Kaprysy              |
| 2024                                                         | Do kiedy jestem                     | 90          |                     | Kaprysy              |
| 2024                                                         | Słodkiego miłego życzę              | 67          |                     | Kaprysy              |
| "—" indica una pubblicazione non classificata in quel paese. |                                     |             |                     |                      |

## Video musicali
| Anno | Titolo                                           | Regista                           |
| ---- | ------------------------------------------------ | --------------------------------- |
| 2019 | Cząstka                                          | —                                 |
| 2019 | Siebie zapytasz                                  | —                                 |
| 2019 | Solo                                             | —                                 |
| 2019 | Idż                                              | —                                 |
| 2019 | Projekt nieznajomy nie kłamie                    | —                                 |
| 2020 | Szampan                                          | Dreams Studio Więcej              |
| 2020 | Melodia                                          | Dreams Studio Więcej              |
| 2020 | Królowa dram                                     | Dreams Studio Więcej              |
| 2020 | No sory                                          | Dreams Studio Więcej              |
| 2020 | Bujda                                            | Dreams Studio Więcej              |
| 2020 | Duszki                                           | Dreams Studio Więcej              |
| 2021 | Ale jazz! (con Vito Bambino)                     | Dreams Studio Więcej              |
| 2021 | 2:00                                             | Dreams Studio Więcej              |
| 2021 | Heal Me                                          | Dreams Studio Więcej              |
| 2021 | Etc. (Na disco)                                  | Dreams Studio Więcej              |
| 2022 | Wszystko mi mówi, że mnie ktoś pokochał          | Grajper                           |
| 2022 | Kolońska i szlugi                                | Dreams Studio Więcej              |
| 2022 | Rozwijając rilkego (J. Cygan)                    | Adam Słaboń                       |
| 2022 | Hymn (J. Słowacki)                               | Adam Słaboń                       |
| 2022 | Do * w sztambuch                                 | Adam Słaboń                       |
| 2022 | Nic dwa razy                                     | Adam Słaboń                       |
| 2022 | Warszawa                                         | Adam Słaboń                       |
| 2022 | Bajka                                            | Adam Słaboń                       |
| 2022 | Eldorado                                         | Adam Słaboń                       |
| 2022 | Kamień                                           | Adam Słaboń                       |
| 2022 | (I) Da Bóg kiedyś zasiąść w Polsce wolnej        | Adam Słaboń                       |
| 2022 | (II) Da Bóg kiedyś zasiąść w Polsce wolnej       | Adam Słaboń                       |
| 2022 | Najlepszy dzień w moim życiu                     | Dreams Studio Więcej              |
| 2022 | Wilcza zamieć                                    | Adam Dudek                        |
| 2023 | Płomień                                          | Dreams Studio Więcej              |
| 2023 | Marcepan                                         | Sanah e Michał Pańszczyk          |
| 2023 | Pocałunki                                        | Sanah e Michał Pańszczyk          |
| 2023 | Skanah                                           | Bartek Cierlica                   |
| 2023 | Jestem twoją bajką                               | Maciej Kawulski                   |
| 2023 | Na grobie rycerz                                 | Tadeusz Syka                      |
| 2024 | Hip hip hura!                                    | Sanah e Alan Kępski               |
| 2024 | Śrubka                                           | Sanah e Alan Kępski               |
| 2024 | Było, minęło                                     | Sanah e Alan Kępski               |
| 2025 | Eviva l'arte (con Zalewski)                      | Alan Kępski e Sylwia Księżopolska |
| 2025 | Elegia o... (chłopcu polskim) (con Michał Bajor) | Alan Kępski                       |
| 2025 | Kochałam pana (feat. Anna Maria Jopek)           | Alan Kępski                       |
| 2025 | Maj 1939 (con Mela Koteluk)                      | Alan Kępski                       |
| 2025 | Piosenka (con Kuba Badach)                       | Alan Kępski                       |
| 2025 | Jesienią (con le Mazowsze)                       | Alan Kępski                       |
| 2025 | Był bal (con Natalia Szroeder)                   | Alan Kępski                       |
| 2025 | Inwokacja (con Grzegorz Skawinski)               | Alan Kępski                       |
| 2025 | Ofelia (con Nosowska)                            | Alan Kępski                       |
| 2025 | Oczyszczenie (con Alicja Majewska)               | Alan Kępski                       |
| 2025 | Kiedy umrę kochanie (con Kasia Kowalska)         | Alan Kępski                       |
| 2025 | Dwoje ludzieńków (con Sobel)                     | Alan Kępski                       |